# 사이 우어
사이 우어(라오어: ໄສ້ອົ່ວ)는 라오스의 소시지이다. 여러 가지 양념을 넣어 매콤하다. 보통 돼지고기로 만들지만, 물소고기로 만든 것도 있다. 카우 니아우(찹쌀밥)를 넣어 발효한 것은 "사이 꼭"이라 불린다.
라오인이 많이 사는 태국 북동부 이산 지역에서도 사이 우어와 비슷한 소시지를 먹는데, 태국어로 "사이 우아"라 불린다.

## 종류
- 사이 우어 무(ໄສ້ອັ່ວໝູ): 돼지고기 사이 우어
- 사이 우어 쿠아이(ໄສ້ອັ່ວຄວາຍ): 물소고기 사이 우어

## 같이 보기
- 냄
- 사이 꼭
- 사이 우아